# قاره ال بحيث (يبعث)

تعديل مصدري - تعديل

قاره ال بحيث هي إحدى قرى عزلة يبعث بمديرية يبعث التابعة لمحافظة حضرموت، بلغ تعداد سكانها 264 نسمة حسب تعداد اليمن لعام 2004.